# Rævehøjvej Station
|  | Fremtidig bygning Denne artikel omhandler en bygning, der er under opførelse. Det er derfor muligt, at indholdet er af spekulativ natur, og ligeledes, at indholdet kan ændre sig markant efterhånden som flere oplysninger bliver tilgængelige. |

Rævehøjvej Station er en kommende letbanestation på Hovedstadens Letbane (Ring 3-letbanen) i Lyngby-Taarbæk Kommune. Stationen kommer til at ligge ved den vestlige side af Helsingørmotorvejen, umiddelbart syd for broen for Rævehøjvej ved det nuværende busstoppested for linje 150S. Stationen kommer til at bestå af to spor med hver sin perron. Stationen forventes at åbne sammen med den anden del af letbanen mellem Rødovre Nord Station og Lundtofte Station i sommeren 2026.
Som et kuriosum kan det nævnes, at letbanen her kommer til at følge tracéet for den aldrig færdiggjorte S-bane Lundtoftebanen. Banen havde grundlag i en lov fra 1951 og skulle have gået fra Jægersborg til Nærum langs med den vestlige side af Helsingørmotorvejen. Der var periodevis anlægsarbejder på banen, blandt andet i 1957 med broen for Rævehøjvej. Anlægsarbejdet gik dog i stå i 1964, og i 1976 blev banen endeligt opgivet.